# Campionati del mondo di ciclismo su strada 1998 - Cronometro maschile Under-23
La cronometro maschile Under-23 dei Campionati del mondo di ciclismo su strada 1998 è stata corsa il 6 ottobre nei Paesi Bassi, con partenza da Maastricht ed arrivo a Vilt, su un percorso di 32,8 km. L'oro andò al norvegese Thor Hushovd che vinse con il tempo di 43'19"84 alla media di 45,41 km/h, argento al francese Frédéric Finot e a completare il podio l'italiano Gianmario Ortenzi.

## Classifica (Top 10)
| Pos. | Corridore            | Squadra    | Tempo    |
| ---- | -------------------- | ---------- | -------- |
| 1    | Thor Hushovd         | Norvegia   | 43'19"84 |
| 2    | Frédéric Finot       | Francia    | a 3"51   |
| 3    | Gianmario Ortenzi    | Italia     | a 10"64  |
| 4    | David George         | Sud Africa | a 16"82  |
| 5    | László Bodrogi       | Ungheria   | a 21"00  |
| 6    | Sébastien Wolski     | Polonia    | a 34"38  |
| 7    | Raimondas Vilčinskas | Lituania   | a 48"96  |
| 8    | Denis Bondarenko     | Russia     | a 51"06  |
| 9    | Cadel Evans          | Australia  | a 53"05  |
| 10   | Florian Wiesinger    | Austria    | a 57"43  |